# ماری مولید
ماری مولید (نروژی: Mari Molid؛ زادهٔ ۸ اوت ۱۹۹۰) بازیکن هندبال زن اهل نروژ است.